# Jan Clifford (1768-1823)
Jan Clifford, né à Amsterdam le 11 janvier 1768 et mort à Amsterdam le 27 mars 1823, est un homme politique néerlandais.

## Biographie
Jan Clifford est le petit-fils de Jan Clifford (1710-1772) et le gendre de Jean Corneille van der Hoop.
Après ses études de droit, obtenant son doctorat à l'université de Leyde en 1789, il devient avocat. Il est également conseiller municipal dans sa ville natale. Il occupe également les fonctions de capitaine de la bourgeoisie à Amsterdam et de colonel de la milice.
De 1814 à 1816, il est membre du Conseil provincial et exécutif de Hollande. De 1816 à 1819, il est membre de la seconde Chambre des États généraux ; dans cette position, il ne soutient pas la loi visant à restreindre l'imprimerie.

## Fonctions et mandats
- Membre du conseil municipal d'Amsterdam
- Membre des États provinciaux de Hollande : 1814-1816
- Membre de l'exécutif provincial de Hollande : 1814-1816
- Membre de la seconde Chambre des États généraux : 1816-1819